# (1203) Nanna
(1203) Nanna – planetoida z pasa głównego asteroid okrążająca Słońce w ciągu 4 lat i 328 dni w średniej odległości 2,88 au. Została odkryta 5 października 1931 roku w Landessternwarte Heidelberg-Königstuhl w Heidelbergu przez Maxa Wolfa. Nazwa planetoidy pochodzi od Nanny, postaci z obrazów niemieckiego malarza Anselma Feuerbacha, z których jeden był w posiadaniu rodziny odkrywcy. Przed nadaniem nazwy planetoida nosiła oznaczenie tymczasowe (1203) 1931 TA.